# Paralomis roeleveldae
Paralomis roeleveldae is een tienpotigensoort uit de familie van de Lithodidae. De wetenschappelijke naam van de soort is voor het eerst geldig gepubliceerd in 1981 door Kensley.